# Jan Nitowski
Jan Nitowski (ur. 31 stycznia 1859 w Mormołówce, zm. 1926 w Warszawie) – polski filolog, poeta, pisarz, publicysta, tłumacz oraz encyklopedysta.

## Życiorys
Urodził się w polskiej rodzinie ziemiańskiej w Mormołówce leżącej w powiecie skwirskim w guberni kijowskiej w Imperium rosyjskim. Dzieciństwo spędził u krewnych na Wołyniu. Naukę początkową pobierał w prywatnej polskiej szkole w Wachnówce w pow. berdyczowskim, a następnie w szkole taksatorów przy gimnazjum w Żytomierzu. W 1881 rozpoczął roczne studia jako wolny słuchacz na Wydziale Filologicznym Uniwersytetu Warszawskiego. Przez wiele lat pracował w warszawskich szkołach jako nauczyciel .

## Pisarstwo i publicystyka
Był autorem książek z zakresu literaturoznawstwa. Był poliglotą, znawcą języków słowiańskich, który oprócz języka polskiego znał również języki: rosyjski, chorwacki, czeski. W czasopismach zamieszczał tłumaczenia z języka czeskiego oraz chorwackiego, artykuły i wiersze. Współpracował z wiodącymi tytułami prasy warszawskiej m.in. „Ateneum”, „Bluszcz”, „Kurier Warszawski”, „Przegląd Pedagogiczny”, „Tygodnik Illustrowany”, „Tygodnik Mód i Powieści”, „Wędrowiec” „Wychowanie w Domu i Szkole”, „Życie” i inne. Jego artykuły publikowała także prasa krakowska: „Myśl”, „Świat Słowiański”, a także tytuły lwowskie „Dziennik Polski” „Pamiętnik Literacki”, „Słowo Polskie”, „Tydzień” i inne .
Publikował podręczniki, monografie oraz własne poezje. Opublikował :
- Odrodzenie Czech, tłum. z czeskiego aut. J. Malego (1888),
- Wycieczki pana Brouczka, tłum. z czeskiego powieści satyrycznej S. Čecha (1890),
- Podręcznik do nauki literatury polskiej, wspólnie z Kazimierzem Królem, kilka późniejszych wydań wyszło jako Historia literatury polskiej, pierwsze w 1898,
- Poezje, zbiór wierszy (1899)[2],
- Album biograficzny zasłużonych Polaków i Polek wieku XIX, współautor (1901–1903),
- Eliza Orzeszkowa, monografia (1903)[3],
- Józef Ignacy Kraszewski, monografia (1905)[4],
- Pieśni bez echa, zbiór poezji (1913)[5],
- Ziemianin polski w dawnych czasach (1914)[6],
- Niemrawa, opowiadanie (1917)[7],
- Jędza, opowiadanie (1918)[8].

Był encyklopedystą oraz członkiem komitetu redakcyjnego, a w latach 1910–1913 przewodniczącym, „Encyklopedii Wychowawczej” . Współredagował również „Wielką Encyklopedię Powszechną Ilustrowaną”, do której pisał artykuły dotyczące literatury czeskiej, słowackiej oraz chorwackiej  .